# Matt Malloy
Matt Malloy (Hamilton (New York), 12 januari 1963) is een Amerikaans acteur.

## Biografie
Malloy heeft gestudeerd aan de Staatsuniversiteit van New York in New York en haalde in 1986 zijn diploma. Malloy is getrouwd en is een neef van acteur Henry Gibson die hem de liefde voor het acteren bijbracht.

## Filmografie

### Films
Selectie:
- 2018: Sierra Burgess Is a Loser - als biologieleraar
- 2017: Battle of the Sexes - als therapeut van Rigg
- 2016: Loving - als Chet Antieau
- 2011: Arthur – als lepelman
- 2010: The Bounty Hunter – als Gary
- 2008: Role Models – als David Garvin
- 2006: The Pleasure of Your Company – als Stuart
- 2005: Lords of Dogtown – als wedstrijdofficial
- 2005: Hitch – als Pete
- 2004: The Stepford Wives – als Herb Sunderson
- 2004: Spartan – als Mr. Reese
- 2003: Elephant – als Mr. Luce
- 2003: The United States of Leland – als Charlie
- 2002: Far from Heaven – als man met rode gezicht
- 2001: A.I.: Artificial Intelligence – als robot-reperateur
- 2001: The Anniversary Party – als Sanford Jewison
- 2000: Finding Forrester – als David Bradley
- 1999: Drop Dead Gorgeous – als rechter John Dough
- 1999: Election – als Ron Bell
- 1999: Cookie's Fortune – als Eddie Pitts
- 1998: Armageddon – als NASA-technicus
- 1998: Happiness – als dokter
- 1997: As Good as It Gets – als verkoper in mannenzaak

### Televisieseries
Uitgezonderd eenmalige gastrollen.
- 2022 - 2023 Alaska Daily - als Bob Young - 11 afl.
- 2022 I Love That for You - als Chip Gold - 5 afl.
- 2021 - 2022 The Sex Lives of College Girls - als president Lacey - 3 afl.
- 2021 The Blacklist - als Vincent Duke - 2 afl.
- 2020 Perry Mason - als Frank Dillon - 3 afl.
- 2019 - 2020 At Home with Amy Sedaris - als Leslie - 9 afl.
- 2018 The Resident - als Jake McCrary - 2 afl.
- 2018 Here and Now - als schoolhoofd Schneider - 4 afl.
- 2017 Z: The Beginning of Everything - als Harold Ober - 2 afl.
- 2015 Extant - als Rogers - 2 afl.
- 2015 Togetherness - als Head Mixer - 2 afl.
- 2013 - 2014 Alpha House - als Louis Laffer - 21 afl.
- 2013 Royal Pains - als dr. Oren - 3 afl.
- 2009 Hawthorne – als Larry – 3 afl.
- 2008 Little Britain USA – als Lewis Pincher – 2 afl.
- 2006 – 2007 The Unit – als dr. Farris – 3 afl.
- 2004 – 2005 Six Feet Under – als Roger Pasquese – 6 afl.
- 2004 Tanner on Tanner – als Deke Connors – 4 afl.
- 2002 The Mind of the Married Man – als Edmund Niffle – 2 afl.
- 2002 Providence – als Barrett Crouch – 3 afl.
- 1992 – 1995 Law & Order – als forensisch medewerker – 3 afl.
- 1988 Tanner '88 – als Deke Connors – 11 afl.

### Computerspellen
- 2009 G.I. Joe: The Rise of Cobra – als Trooper
- 2003 Star Trek: Elite Force II – als Omag